# Pirogov (film)
Pirogov (Пирогов) è un film del 1947 diretto da Grigorij Michajlovič Kozincev, basato sulla vita del medico russo Nikolaj Ivanovič Pirogov.